# Boxe pieds-poings

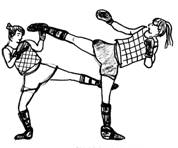
Zawodniczki boksu birmańskiego lub tajskiego.

Boxe pieds-poings ("boks (na) nogi (i) pięści") — francuska nazwa, niemająca swojego polskiego odpowiednika, od lat 80. XX wieku odnosząca się do sportów walki opartych na uderzeniach przy użyciu rękawic bokserskich. Jest ogólniejsza niż kick-boxing, gdyż obejmuje również dyscypliny, wobec których stosuje się nazwę "boks" (np. boks tajski). Dyscypliny z tej grupy uprawia się na ringu lub na macie. Bokserzy stosują, w zależności od regulaminu, techniki nożne (kopnięcia i kopnięcia kolanem), techniki ręczne (ciosy pięścią oraz łokciem) oraz techniki rzutów. 
Spośród najbardziej znanych wyróżnia się: 
- dyscypliny amerykańskie w trzech głównych postaciach: 
  - karate pełnokontaktowe bez kopnięć poniżej pasa,
  - kick-boxing z kopnięciami okrężnymi w uda, czyli kick-boxing amerykański,
  - semi-contact lub walka na punkty (point fighting), rodzaj karate w rękawicach i ochraniaczach stóp,
- boks francuski (savate), znany obecnie pod nazwą "Savate-BF",
- kick-boxing japoński: kick-boxing z prostymi kopnięciami kolanem, kopnięciami okrężnymi w uda (niskie kopnięcia - low kicks) i pewnymi chwytami,
- dwa rodzaje boksu, w których niemal wszystkie wymienione techniki są dozwolone: boks birmański (lethwei) i boks tajski (muay thai).